# Гребень, Леонид Кондратьевич
Леонид Кондратьевич Гребень (5 [17] августа 1888, с. Крынки, Гродненская губерния — 10 июля 1980) — советский учёный в области селекции сельскохозяйственных животных. Академик АН УССР и ВАСХНИЛ (1948). Герой Социалистического Труда (1968).

## Биография
Родился в семье земского врача в селе Крынки Высоковского района Брестской области. В 1913 году окончил Виленское военное училище.

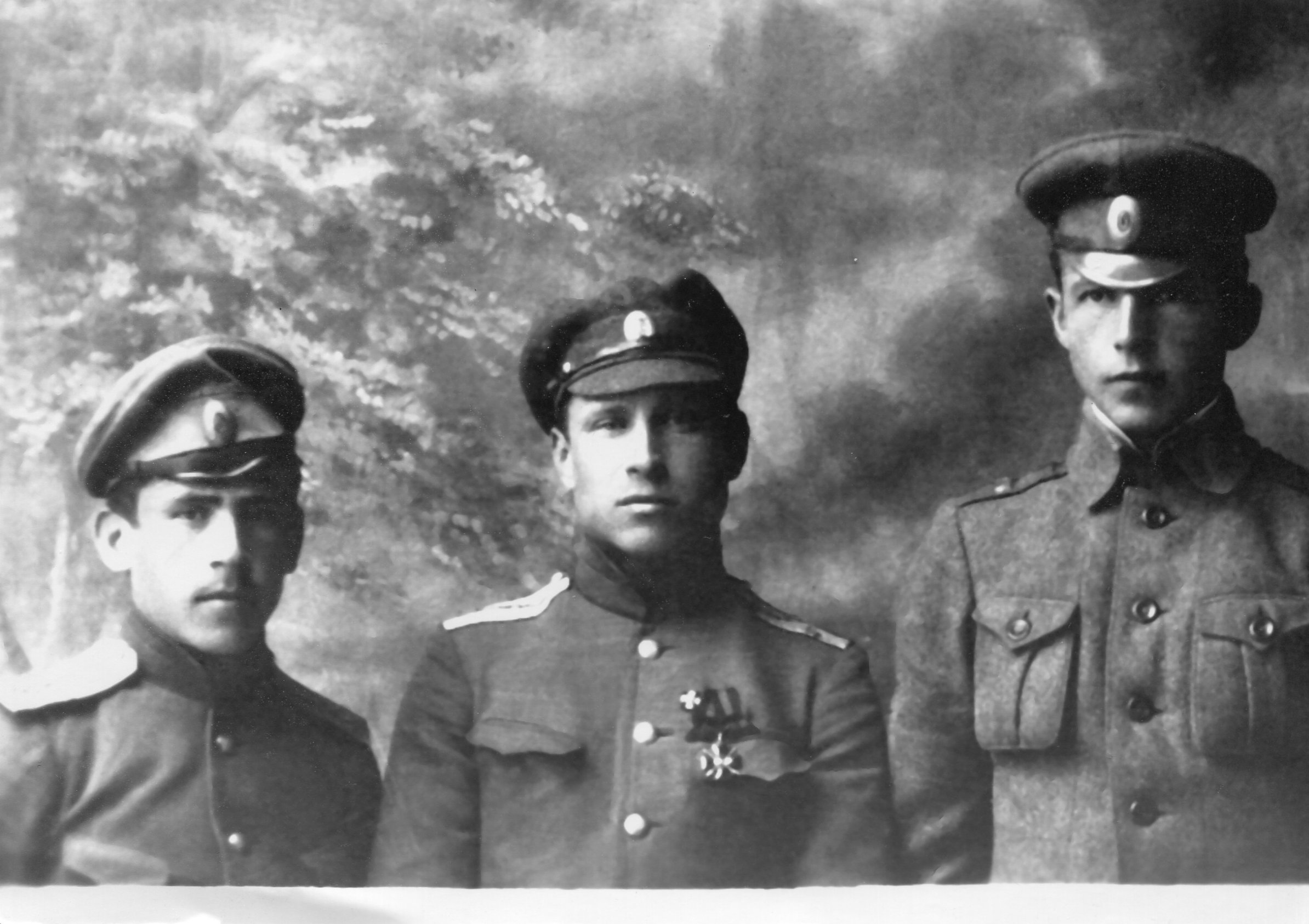
Боевой сапёр, награждён орденом Св. Владимира 4-й степени с мечами и бантом, Знак ордена Святого Великомученика и Победоносца на Георгиевское оружие

На фронте Первой мировой войны с 17 сентября 1914 года в качестве сапёра. Дослужился до звания капитана 2-го Сибирского сапёрного батальона, младшего офицера 1-й сапёрной роты. Был ранен 18 ноября 1914 года в боях в городе Лодзи.
Был награждён: орденом Святой Анны 4-й степени с надписью «За храбрость» за варшавские бои; орденом Святого Станислава 3-й степени с мечами и бантом за лодзинские бои; орденом Святой Анны 3-й степени с мечами и бантом за праснышские бои; орденом Святого Владимира 4-й степени с мечами и бантом за форсирование реки Оржик; орденом Святого Станислава 2-й степени с мечами за период позиционной войны на реке Западная Двина и за мартовские бои 1916 года; орденом Святой Анны 2-й степени с мечами за июльские бои 1916 года. Был удостоен Георгиевского оружия за уничтожение моста у деревни Олесники:

Будучи в чине подпоручика, в бою 16 июля 1915 г. на р. Вепш у д. Олесники, когда наши части отходили за реку под натиском превосходных сил противника, подвергаясь сильнейшему обстрелу и явно рискуя своей жизнью, своевременно уничтожил мосты через р. Вепш, преградив противнику путь и лишив его возможности продолжать преследование, что способствовало безпрепятственному отходу наших боевых частей на заранее намеченные позиции».— приказ по 12-й армии № 160 от 13.02.1917
После развала армии вернулся на родину, с 1918 года работал учителем в начальной школе в деревне Виричево Рогачёвского уезда Могилёвской губернии. С 1919 года – в Красной Армии, участник Гражданской войны.

### Образование и начало карьеры
В 1921 году поступил в Московскую сельскохозяйственную академию имени К. А. Тимирязева, по окончании которой в 1924 году получил профессию агронома-животновода. На формирование его взглядов большое влияние оказали выдающиеся корифеи зоотехники Е. А. Богданов, М. Ф. Иванов, П. Н. Кулешов.
Преподаватель агрономии Коломенской школы крестьянской молодёжи в 1924–1925 годах. С января 1925 года вместе с М. Ф. Ивановым работал на Зоотехнической опытной племенной станции в заповеднике Аскания-Нова. Научный сотрудник, заместитель заведующего зоотехнической опытной станции Аскания-Нова в 1925–1930 годах.
В 1928 году опубликовал статью «Овцеводство в Аскании-Нова», которая актуальна до сих пор. Проводил опыты по изучению влияния выпаса овец на травостое целинной степи. Приобретя богатый исследовательский опыт работы, а также преподавания на Высших курсах бонитёров-овцеводов, в 1930 году был избран профессором  и заведующим кафедрой овцеводства Омского сельскохозяйственного института. Наряду с преподаванием развернул первые в Западной Сибири селекционные работы по созданию породного мясо-шёрстного полутонкорунного овцеводства.
С конца 1934 до 1944 года заместитель директора по научной части, заведующий лабораторией свиноводства (1944–1953), старший научный сотрудник-консультант по свиноводству и овцеводству (1953–1980) ВНИИ сельскохозяйственной гибридизации и степной акклиматизации животных «Аскания-Нова» (с 1953 – Украинский НИИ животноводства степных районов Аскания-Нова). Доктор сельскохозяйственных наук с 1936.
В 1938 году начал работу по выведению скороспелой породы свиней, хорошо приспособленной к местным климатическим условиям, в том числе пастьбе. Определяет методологию выведения мясо-шерстной породы овец кроссбредного типа.
В начале Великой Отечественной войны взял на себя ответственность по спасению генофондных породных стад и диких животных зоопарка. В обстановке нехватки подвижного состава на железной дороге ему пришлось лично организовать эвакуацию животных своим ходом на Северный Кавказ, в приволжские, калмыцкие степи. Сумел сохранить и людей, и животных, порой рискуя своей жизнью.

### Послевоенная научная деятельность
После освобождения Аскании-Новы в 1944 году вернулся на прежнее место работы. Учитывая постановление Совета Министров СССР № 1402 от 24 апреля 1948 «О мероприятиях по улучшению работы Всесоюзного научно-исследовательского института гибридизации и акклиматизации животных „Аскания-Нова“ им. академика М. Ф. Иванова», углубился в вопросы линейного разведения, консолидации породных генотипов, организации племенной работы. На различных стадиях завершения под его непосредственным руководством были выведены группы новых генотипов мясо-шёрстных овец, в том числе и с кроссбредной шерстью. Он использовал различные сочетания асканийских овец с баранами разных английских мясо-шёрстных полутонкорунных пород. В частности, доказал эффективность скрещивания овцематок цигайской породы с английскими мясо-шерстными суффолкскими и оксфорддаунскими баранами. Полученные помеси благодаря желательному сочетанию мясной и шёрстной продуктивности, по утверждению академика А. И. Николаева, представляли исходный материал для выведения на юге Украины новой породы мясо-шёрстных овец с кроссбредной шерстью. Л. К. Гребнем были получены также мясо-шерстные овцы в типе породы корридель.
Его научные работы были посвящены совершенствованию асканийской тонкорунной породы овец и украинских степных белых свиней, выведению новой породы украинских степных рябых свиней (апробированы на государственном уровне в 1961 году), соответствовавшую условиям юга Украины и обеспечивающую производство высококалорийного мяса. Автор метода выведения линий с двумя родоначальниками.
По сути, под его руководством украинская степная белая порода свиней и асканийская тонкорунная порода овец получили широкое распространение, значительно усовершенствованы, стали одними из ведущих в бывших республиках СССР.
Опубликованные им 250 монографий, 13 книг и учебных пособий, и многочисленные статьи представляют большую ценность и развитие теории породоведения.